# ابن فولاذ
ابن فولاذ المعروف أيضًا باسم ابن بولاذ، كان ضابطًا عسكريًا من الديلم معروفًا بثورته ضد أسياده البويهيين. والد ابن فولاذ هو فولاذ بن مناذر، ضابط بويهي بارز، وجده مناذر ملك جستاني.
ثار ابن فولاذ ضد الحاكم البويهي مجد الدولة عام 1016 من أجل الحصول على قزوين إقطاعيةً له. ومع ذلك، رفض مجد الدولة تعيينه حاكمًا لقزوين، مما جعل ابن فولاذ يهدده حول ريف عاصمته في الري. ثم طلب مجد الدولة المساعدة من تابعه، الحاكم الباوندي أبو جعفر محمد الباوندي، الذي تمكن من هزيمة ابن فولاذ وصده عن الري. ثم طلب ابن فولاذ المساعدة من الحاكم الزياري منوشهر، الذي كان منافسًا للبويهيين. وافق ابن فولاذ على أن يصبح واليًا باسم منوشهر في مقابل مساعدته. وفي العام التالي، حاصر جيش مشترك لابن فولاذ ومنوشهر مدينة الري، مما أجبر مجد الدولة على تعيين فولاذ واليًا لأصفهان. ومع ذلك، فقد هزمه الوالي الكاكوي علاء الدولة محمد دشمنزيار، والذي كان الوالي الأصلي لأصفهان، ويُعتقد أن ابن فولاذ قُتِل أثناء المعركة.